# Campionat de Catalunya d'hoquei sobre herba masculí
|  | Aquest article tracta sobre la competició masculina. Si cerqueu la competició femenina, vegeu «Campionat de Catalunya d'hoquei sobre herba femení». |

El Campionat de Catalunya d'hoquei sobre herba és una competició esportiva de clubs catalans d'hoquei sobre herba creat l'any 1919 per l'Associació d'Hoquei de Catalunya, dins de la Federació Atlètica Catalana. De caràcter anual, és organitzat per la Federació Catalana de Hockey. Fins a la temporada 1979 es disputà en format de sistema de tots contra tots a doble volta, essent campió l'equip amb més punts aconseguits.
La competició ha estat dominada per diferents clubs segons l'època. Les set primeres edicions foren guanyades pel Reial Club Polo (1919-25). Després de la Guerra Civil Espanyola, el Club Deportiu Terrassa aconseguí deu títols de forma consecutiva (1941-50) i el Club Egara nou durant la dècada dels seixanta. A principis dels vuitanta, s'afegí l'Atlètic Terrassa HC a la llista campions, guanyant tretze títols entre 1980 i 2000. El dominador actual de la competició és el RC Polo amb trenta-quatre títols.

## Historial
| En negreta = Equip guanyador (prò.) = Pròrroga (so) = Shoot-out / Penals-stroke (1) = Nombre de títols |

| Edició                                                                    | Temp.   | Data       | Campió                   | Resultat      | Subcampió              | Seu                                       | refs.         |
| ------------------------------------------------------------------------- | ------- | ---------- | ------------------------ | ------------- | ---------------------- | ----------------------------------------- | ------------- |
| I                                                                         | 1918-19 | 23-03-1919 | Reial Polo JC (1)        | 2-0           | SS Pompeia             | Camp del Reial Polo JC, Barcelona         | [ 4 ] [ 5 ]   |
| II                                                                        | 1919-20 | 15-02-1920 | Reial Polo JC (2)        | 4-0           | RSS Pompeia            | Camp del Reial Polo JC, Barcelona         | [ 8 ]         |
| III                                                                       | 1920-21 | 01-05-1921 | Reial Polo JC (3)        | 4-1           | RSS Pompeia            | Camp del Reial Polo JC, Barcelona         | [ 9 ] [ 10 ]  |
| IV                                                                        | 1921-22 | 19-02-1922 | Reial Polo JC (4)        | 3-2           | RSS Pompeia            | Camp del Reial Polo JC, Barcelona         | [ 14 ]        |
| V                                                                         | 1922-23 | 29-04-1923 | Reial Polo JC (5)        | 1-0           | RSS Pompeia            | Camp de les Corts, Barcelona              | [ 15 ]        |
| VI                                                                        | 1923-24 | N/D        | Reial Polo JC (6)        | lligueta      | FC Barcelona           | N/D                                       | [ 16 ] [ 17 ] |
| VII                                                                       | 1924-25 | 08-02-1925 | Reial Polo JC (7)        | 1-0           | FC Barcelona           | Camp de les Corts, Barcelona              | [ 18 ] [ 19 ] |
| VIII                                                                      | 1925-26 | N/D        | Terrassa FC (1)          | lligueta      | Gimnàstic de Tarragona | N/D                                       | [ 20 ] [ 21 ] |
| IX                                                                        | 1926-27 | 20-02-1927 | Universitari HC (1)      | 0-0 / 3-1     | Reial Polo JC          | Camp del Polo, camp Universitari, Bcn     | [ 23 ] [ 24 ] |
| X                                                                         | 1927-28 | N/D        | Universitari HC (2)      | lligueta      | Reial Polo JC          | N/D                                       | [ 25 ] [ 26 ] |
| XI                                                                        | 1928-29 | N/D        | Reial Polo JC (8)        | lligueta      | Terrassa FC            | N/D                                       | [ 27 ] [ 28 ] |
| XII                                                                       | 1929-30 | N/D        | Terrassa FC (2)          | lligueta      | Reial Polo JC          | N/D                                       | [ 29 ] [ 30 ] |
| XIII                                                                      | 1930-31 | N/D        | FC Barcelona (1)         | lligueta      | Reial Polo JC          | N/D                                       | [ 31 ] [ 32 ] |
| XIV                                                                       | 1931-32 | N/D        | Polo JC (9)              | lligueta      | Terrassa FC            | N/D                                       | [ 33 ] [ 34 ] |
| XV                                                                        | 1932-33 | N/D        | Terrassa FC (3)          | lligueta      | Polo JC                | N/D                                       | [ 33 ]        |
| XVI                                                                       | 1933-34 | N/D        | Polo JC (10)             | lligueta      | Terrassa FC            | N/D                                       | [ 35 ] [ 36 ] |
| XVII                                                                      | 1934-35 | N/D        | Polo JC (11)             | lligueta      | Terrassa FC            | N/D                                       | [ 37 ]        |
| XVIII                                                                     | 1935-36 | N/D        | Polo JC (12)             | lligueta      | Terrassa FC            | N/D                                       | [ 38 ]        |
| no es disputà entre 1937 i 1939 per l'esclat de la Guerra Civil Espanyola |         |            |                          |               |                        |                                           |               |
| XIX                                                                       | 1939-40 | N/D        | RC Polo (13)             | lligueta      | CD Armonia Egara       | N/D                                       | [ 39 ] [ 40 ] |
| XX                                                                        | 1940-41 | 02-03-1941 | CD Terrassa (4)          | 1-0           | RC Polo                | Camp del RC Polo, Barcelona               | [ 41 ] [ 42 ] |
| XXI                                                                       | 1941-42 | N/D        | CD Terrassa (5)          | lligueta      | RC Polo                | N/D                                       | [ 41 ] [ 43 ] |
| XXII                                                                      | 1942-43 | N/D        | CD Terrassa (6)          | lligueta      | RC Polo                | N/D                                       | [ 44 ]        |
| XXIII                                                                     | 1943-44 | N/D        | CD Terrassa (7)          | lligueta      | RC Polo                | N/D                                       | [ 45 ]        |
| XXIV                                                                      | 1944-45 | N/D        | CD Terrassa (8)          | lligueta      | RC Polo                | N/D                                       | [ 46 ]        |
| XXV                                                                       | 1945-46 | N/D        | CD Terrassa (9)          | lligueta      | Club Egara             | N/D                                       | [ 47 ]        |
| XXVI                                                                      | 1946-47 | N/D        | CD Terrassa (10)         | lligueta      | FC Barcelona           | N/D                                       | [ 48 ] [ 49 ] |
| XXVII                                                                     | 1947-48 | N/D        | CD Terrassa (11)         | lligueta      | EyD Terrassa           | N/D                                       | [ 50 ]        |
| XXVIII                                                                    | 1948-49 | N/D        | CD Terrassa (12)         | lligueta      | Club Egara             | N/D                                       | [ 51 ] [ 52 ] |
| XXIX                                                                      | 1949-50 | N/D        | CD Terrassa (13)         | lligueta      | EyD Terrassa           | N/D                                       | [ 51 ] [ 53 ] |
| XXX                                                                       | 1950-51 | N/D        | EyD Terrassa (1)         | lligueta      | CD Terrassa            | N/D                                       | [ 54 ]        |
| XXXI                                                                      | 1951-52 | N/D        | CD Terrassa (14)         | lligueta      | FC Barcelona           | N/D                                       | [ 55 ] [ 56 ] |
| XXXII                                                                     | 1952-53 | N/D        | CD Terrassa (15)         | lligueta      | RC Polo                | N/D                                       | [ 57 ]        |
| XXXIII                                                                    | 1953-54 | 27-03-1954 | RC Polo (14)             | 2-0           | Atlètic Terrassa HC    | Camp del Tallers Agut, Terrassa           | [ 58 ]        |
| XXXIV                                                                     | 1954-55 | N/D        | RC Polo (15)             | lligueta      | CD Terrassa            | N/D                                       | [ 59 ]        |
| XXXV                                                                      | 1955-56 | N/D        | CD Terrassa (16)         | lligueta      | Club Egara             | N/D                                       | [ 60 ]        |
| XXXVI                                                                     | 1956-57 | N/D        | RC Polo (16)             | lligueta      | Club Egara             | N/D                                       | [ 61 ]        |
| XXXVII                                                                    | 1957-58 | N/D        | RC Polo (17)             | lligueta      | CD Terrassa            | N/D                                       | [ 62 ]        |
| XXXVIII                                                                   | 1958-59 | N/D        | CD Terrassa (17)         | lligueta      | RC Polo                | N/D                                       | [ 63 ]        |
| XXXIX                                                                     | 1959-60 | N/D        | RC Polo (18)             | lligueta      | CD Terrassa            | N/D                                       | [ 64 ]        |
| XL                                                                        | 1960-61 | N/D        | Club Egara (1)           | lligueta      | RC Polo                | N/D                                       | [ 65 ]        |
| XLI                                                                       | 1961-62 | N/D        | RC Polo (19)             | lligueta      | Club Egara             | N/D                                       | [ 66 ]        |
| XLII                                                                      | 1962-63 | N/D        | Club Egara (2)           | lligueta      | RC Polo                | N/D                                       | [ 67 ] [ 68 ] |
| XLIII                                                                     | 1963-64 | N/D        | Club Egara (3)           | lligueta      | CD Terrassa            | N/D                                       | [ 69 ]        |
| XLIV                                                                      | 1964-65 | N/D        | Club Egara (4)           | lligueta      | CD Terrassa            | N/D                                       | [ 70 ]        |
| XLV                                                                       | 1965-66 | N/D        | Club Egara (5)           | lligueta      | CD Terrassa            | N/D                                       | [ 71 ]        |
| XLVI                                                                      | 1966-67 | N/D        | Club Egara (6)           | lligueta      | CD Terrassa            | N/D                                       | [ 72 ]        |
| XLVII                                                                     | 1967-68 | N/D        | Club Egara (7)           | lligueta      | RC Polo                | N/D                                       | [ 73 ]        |
| XLVIII                                                                    | 1968-69 | N/D        | Club Egara (8)           | lligueta      | CD Terrassa            | N/D                                       | [ 74 ]        |
| XLIX                                                                      | 1969-70 | N/D        | Club Egara (9)           | lligueta      | RC Polo                | N/D                                       | [ 75 ]        |
| L                                                                         | 1970-71 | N/D        | Club Egara (10)          | lligueta      | RC Polo                | N/D                                       | [ 77 ]        |
| LI                                                                        | 1971-72 | N/D        | RC Polo (20)             | lligueta      | Club Egara             | N/D                                       | [ 79 ]        |
| LII                                                                       | 1972-73 | N/D        | Club Egara (11)          | lligueta      | RC Polo                | N/D                                       | [ 83 ]        |
| LIII                                                                      | 1973-74 | N/D        | Club Egara (12)          | lligueta      | RC Polo                | N/D                                       | [ 85 ] [ 86 ] |
| LIV                                                                       | 1974-75 | 07-11-1974 | RC Polo (21)             | 1-0           | CD Terrassa            | Camp del Júnior FC, Sant Cugat del Vallès | [ 88 ]        |
| LV                                                                        | 1975-76 | 16-11-1975 | RC Polo (22)             | 1-0           | Atlètic Terrassa HC    | Can Salvi, Sant Andreu de la Barca        | [ 89 ]        |
| LVI                                                                       | 1976-77 | 28-11-1976 | Club Egara (13)          | 1-1 (4-2 so)  | RC Polo                | Can Salvi, Sant Andreu de la Barca        | [ 90 ]        |
| LVII                                                                      | 1977-78 | 12-12-1977 | RC Polo (23)             | 1-0           | CD Terrassa            | Can Salas, Terrassa                       | [ 91 ]        |
| LVIII                                                                     | 1978-79 | N/D        | RC Polo (24)             | lligueta      | Club Egara             | N/D                                       | [ 92 ]        |
| LIX                                                                       | 1979-80 | N/D        | RC Polo (25)             | lligueta      | Club Egara             | N/D                                       | [ 93 ]        |
| LX                                                                        | 1980-81 | 07-12-1980 | Atlètic Terrassa HC (1)  | 1-0           | RC Polo                | Can Salas, Terrassa                       | [ 94 ]        |
| LXI                                                                       | 1981-82 | 15-11-1981 | RC Polo (26)             | 1-1 (8-6 so)  | Atlètic Terrassa HC    | Camp Les Pedritxes, Matadepera            | [ 95 ]        |
| LXII                                                                      | 1982-83 | N/D        | Atlètic Terrassa HC (2)  | lligueta      | RC Polo                | N/D                                       | [ 96 ]        |
| LXIII                                                                     | 1983-84 | N/D        | RC Polo (27)             | lligueta      | Atlètic Terrassa HC    | N/D                                       | [ 98 ]        |
| LXIV                                                                      | 1984-85 | N/D        | Atlètic Terrassa HC (3)  | lligueta      | RC Polo                | N/D                                       | [ 99 ]        |
| LXV                                                                       | 1985-86 | N/D        | Atlètic Terrassa HC (4)  | lligueta      | Club Egara             | N/D                                       | [ 100 ]       |
| LXVI                                                                      | 1986-87 |            | Atlètic Terrassa HC (5)  |               |                        |                                           |               |
| LXVII                                                                     | 1987-88 | N/D        | Atlètic Terrassa HC (6)  | lligueta      | RC Polo                | N/D                                       | [ 101 ]       |
| LXVIII                                                                    | 1988-89 | N/D        | Atlètic Terrassa HC (7)  | lligueta      | Club Egara             | N/D                                       | [ 102 ]       |
| LXIX                                                                      | 1989-90 | N/D        | Atlètic Terrassa HC (8)  | lligueta      | RC Polo                | N/D                                       | [ 103 ]       |
| LXX                                                                       | 1990-91 | 21-04-1991 | Atlètic Terrassa HC (9)  | 1-0           | Club Egara             | Camp Pau Negre, Barcelona                 | [ 104 ]       |
| LXXI                                                                      | 1991-92 |            | CD Terrassa (18)         |               |                        |                                           |               |
| LXXII                                                                     | 1992-93 |            | Atlètic Terrassa HC (10) |               |                        |                                           |               |
| LXXIII                                                                    | 1993-94 |            | Club Egara (14)          |               |                        |                                           |               |
| LXXIV                                                                     | 1994-95 |            | Atlètic Terrassa HC (11) |               |                        |                                           |               |
| LXXV                                                                      | 1995-96 |            | Atlètic Terrassa HC (12) |               |                        |                                           |               |
| LXXVI                                                                     | 1996-97 |            | Atlètic Terrassa HC (13) |               |                        |                                           |               |
| LXXVII                                                                    | 1997-98 |            | Club Egara (15)          |               |                        |                                           |               |
| LXXVIII                                                                   | 1998-99 |            | Club Egara (16)          |               |                        |                                           |               |
| LXXIX                                                                     | 1999-00 |            | Club Egara (17)          |               |                        |                                           |               |
| LXXX                                                                      | 2000-01 |            | Club Egara (18)          |               |                        |                                           |               |
| LXXXI                                                                     | 2001-02 |            | Club Egara (19)          |               |                        |                                           |               |
| LXXXII                                                                    | 2002-03 |            | Atlètic Terrassa HC (14) |               |                        |                                           |               |
| LXXXIII                                                                   | 2003-04 |            | Atlètic Terrassa HC (15) |               |                        |                                           |               |
| LXXXIV                                                                    | 2004-05 | 12-12-2004 | Atlètic Terrassa HC (16) | 2-1           | Club Egara             | Estadi Federatiu d'hoquei, Terrassa       | [ 105 ]       |
| LXXXV                                                                     | 2005-06 | 25-09-2005 | Atlètic Terrassa HC (17) | 3-2           | Club Egara             |                                           | [ 106 ]       |
| LXXXVI                                                                    | 2006-07 | 08-10-2006 | FC Barcelona (2)         | 4-4 (so.)     | RC Polo                | Terrassa                                  | [ 107 ]       |
| LXXXVII                                                                   | 2007-08 | 01-10-2007 | RC Polo (28)             | 4-3           | Club Egara             |                                           | [ 108 ]       |
| LXXXVIII                                                                  | 2008-09 |            | Club Egara (20)          |               |                        |                                           |               |
| LXXXIX                                                                    | 2009-10 | 20-09-2009 | Atlètic Terrassa HC (18) | 2-1           | Club Egara             |                                           | [ 109 ]       |
| XC                                                                        | 2010-11 |            | Atlètic Terrassa HC (19) |               |                        |                                           |               |
| XCI                                                                       | 2011-12 |            | RC Polo (29)             |               |                        |                                           |               |
| XCII                                                                      | 2012-13 | 24-09-2012 | RC Polo (30)             | 2-0           | Club Egara             |                                           |               |
| XCIII                                                                     | 2013-14 |            | Club Egara (21)          |               |                        |                                           |               |
| XCIV                                                                      | 2014-15 |            | Club Egara (22)          | 2-1           | Atlètic Terrassa HC    |                                           | [ 110 ]       |
| XCV                                                                       | 2015-16 | 20-09-2015 | Club Egara (23)          | 3-2           | Egara 1935             | Camp Pla del Bon Aire, Terrassa           | [ 111 ]       |
| XCVI                                                                      | 2016-17 | 29-12-2016 | RC Polo (31)             | 2-0           | CD Terrassa            | Camp Pla del Bon Aire, Terrassa           | [ 112 ]       |
| XCVII                                                                     | 2017-18 | 18-12-2017 | RC Polo (32)             | 4-0           | Club Egara             |                                           | [ 113 ]       |
| XCVIII                                                                    | 2018-19 | 02-09-2018 | RC Polo (33)             | 2-0           | Club Egara             | Camp Eduardo Dualde, Barcelona            | [ 114 ]       |
| XCIX                                                                      | 2019-20 | 20-10-2019 | Atlètic Terrassa HC (20) | 1-1 (3-0, so) | Júnior FC              | Camp Eduardo Dualde, Barcelona            | [ 115 ]       |
| C                                                                         | 2020-21 | 13-09-2020 | Atlètic Terrassa HC (21) | 1-1 (4-3, so) | Club Egara             | Camp del Júnior FC, Sant Cugat del Vallès | [ 116 ]       |
| CI                                                                        | 2021-22 | 12-09-2021 | RC Polo (34)             | 2-1           | Club Egara             | Camp de Can Salas, Terrassa               | [ 117 ]       |
| CII                                                                       | 2022-23 | 12-09-2022 | Club Egara (24)          | 4-1           | RC Polo                | Camp Eduardo Dualde, Barcelona            | [ 118 ]       |
| CIII                                                                      | 2023-24 |            | Club Egara (25)          |               |                        |                                           |               |
| CIV                                                                       | 2024-25 | 07-09-2024 | Club Egara (26)          | 2-2 (3-0, so) | Atlètic Terrassa HC    | Camp Pla del Bon Aire, Terrassa           | [ 119 ]       |

1. ↑  Aquesta temporada la informació publicada a la premsa és molt escassa. Sembla que no es disputà el Campionat de Catalunya, i que en el seu lloc s'organitzà el Campionat d'Espanya a Barcelona on participaren Polo i Pompeia com a representants catalans. També es jugà la Copa Rocamora, amb la participació de diversos clubs catalans, com Polo, Pompeia i Terrassa, però no es disposa dels resultats finals.[6][7] En no existir campionat de Catalunya pròpiament dit, substituït pel Campionat d'Espanya organitzat a Barcelona, es podria considerar que el partit entre els equips catalans d'aquesta competició equivaldria a definir el campió català de la temporada.
2. ↑  Aquesta temporada es disputa un Campionat d'Espanya celebrat a Barcelona on participen Polo i Pompeia com a representants catalans. També es jugà un Campionat de Catalunya de Segona Categoria amb la participació de Polo II, Polo III, Polo IV A, Polo IV B, Pompeia II, Pompeia III, Espanyol i Associació Catalana d'Estudiants. El vencedor fou Pompeia II i segon el Polo III.[11] Una altra competició fou la Copa Arseni Abad, organitzada pel Pompeia, que l'enfrontà al Polo (i guanyà el Polo després de 4 partits, 1-1, 0-6, 1-1 i 0-4).[12][13] No existí campionat de Catalunya de primera categoria pròpiament dit. Es podria dir que el Campionat de Catalunya fou substituït pel Campionat d'Espanya organitzat a Barcelona, i el partit entre els equips catalans d'aquesta competició equivaldria a definir el campió català de la temporada.
3. 1 2  En acabar la lliga els dos equips quedaren empatats i va disputar-ser un partit de desempat.
4. ↑  Campionat disputat en dos grups i final a doble partit, encontres jugats el 13 i el 20 de febrer.
5. ↑  CD Terrassa i RC Polo finalitzaren empatats al final del campionat i disputaren un partit de desempat.
6. ↑  Polo i Atlètic empataren al capdamunt de la classificació i disputaren un partit de desempat.
7. ↑  A partir d'aquesta temporada el Campionat de Catalunya esdevé primera fase de la Divisió d'Honor de la lliga espanyola.[76]
8. ↑  Aquesta temporada, a més del sector català de la Divisió d'Honor, es disputà un Campionat de Catalunya amb la participació dels equips filials que guanyà el RC Polo, amb el CD Terrassa segon.[78]
9. ↑  Aquesta temporada, com l'anterior, es juga el campionat català de Divisió d'Honor (primer nivell), i un segon nivell amb el Campionat de Catalunya (primera i segona) amb la participació dels equips filials dels clubs grans.[80][81] El campió d'aquest Campionat de Catalunya (segon nivell) fou el RC Polo i el CD Terrassa segon.[82]
10. ↑  Aquesta temporada, similar a l'anterior, es disputa el Campionat de Catalunya de Divisió d'Honor, el de Primera Divisió (amb filials) i el de Segon Divisió.[84]
11. ↑  Aquesta temporada es produeix una reestructuració en les competicions d'hoquei. La Divisió d'Honor espanyola passa a disputar-se en un grup únic estatal, i el Campionat de Catalunya retorna com a competició separada, jugant-se a una volta a inicis de temporada (setembre-novembre).[87]
12. ↑  Polo i Terrassa empataren en la primera posició i disputaren un partit de desempat.
13. 1 2 3  El campionat es disputà en dos grups i una fase final a quatre, amb semifinals i final.
14. ↑  Aquesta temporada, discrepàncies entre les federacions catalana i espanyola provoquen un canvi de calendari. El Campionat de Catalunya passa a jugar-se en format lligueta de 12 equips a doble volta i es perllonga entre setembre i febrer.
15. ↑  A partir d'aquesta temporada el campionat també rep la denominació de Lliga Catalana, de forma similar al que passava en d'altres esports.[97]
16. ↑  Després de diverses temporades on el Campionat de Catalunya era la primera fase del campionat de lliga espanyola, aquesta temporada torna a ser una competició separada.

## Palmarès
| Equip                           | Campió | Subcampió | Finals | Anys campió | Anys subcampió |
| ------------------------------- | ------ | --------- | ------ | --- | --- |
| Reial Club de Polo de Barcelona | 34     | 26        | 60     | 1918-19, 1919-20, 1920-21, 1921-22, 1922-23, 1923-24, 1924-25, 1928-29, 1931-32, 1933-34, 1934-35, 1935-36, 1939-40, 1953-54, 1954-55, 1956-57, 1957-58, 1959-60, 1961-62, 1971-72, 1974-75, 1975-76, 1977-78, 1978-79, 1979-80, 1981-82, 1983-84, 2007-08, 2011-12, 2012-13, 2016-17, 2017-18, 2018-19, 2021-22 | 1926-27, 1927-28, 1929-30, 1930-31, 1932-33, 1940-41, 1941-42, 1942-43, 1943-44, 1944-45, 1952-53, 1958-59, 1960-61, 1962-63, 1967-68, 1969-70, 1970-71, 1972-73, 1973-74, 1976-77, 1980-81, 1982-83, 1984-85, 1987-88, 1989-90, 2006-07, 2022-23 |
| Club Egara                      | 26     | 21        | 47     | 1960-61, 1962-63, 1963-64, 1964-65, 1965-66, 1966-67, 1967-68, 1968-69, 1969-70, 1970-71, 1972-73, 1973-74, 1976-77, 1993-94, 1997-98, 1998-99, 1999-00, 2000-01, 2001-02, 2008-09, 2013-14, 2014-15, 2015-16, 2022-23, 2023-24, 2024-25                                                                         | 1939-40, 1945-46, 1948-49, 1955-56, 1961-62, 1971-72, 1975-76, 1978-79, 1979-80, 1985-86, 1988-89, 1990-91, 2004-05, 2005-06, 2007-08, 2009-10, 2012-13, 2017-18, 2018-19, 2020-21, 2021-22, 2022-23                                              |
| Atlètic Terrassa Hockey Club    | 21     | 5         | 26     | 1980-81, 1982-83, 1984-85, 1985-86, 1986-87, 1987-88, 1988-89, 1989-90, 1990-91, 1992-93, 1994-95, 1995-96, 1996-97, 2002-03, 2003-04, 2004-05, 2005-06, 2009-10, 2010-11, 2019-20, 2020-21 | 1953-54, 1975-76, 1981-82, 1983-84, 2014-15 |
| Club Deportiu Terrassa          | 18     | 16        | 34     | 1925-26, 1929-30, 1932-33, 1940-41, 1941-42, 1942-43, 1943-44, 1944-45, 1945-46, 1946-47, 1947-48, 1948-49, 1949-50, 1951-52, 1952-53, 1955-56, 1958-59, 1991-92 | 1928-29, 1931-32, 1933-34, 1934-35, 1935-36, 1950-51, 1954-55, 1957-58, 1959-60, 1963-64, 1964-65, 1965-66, 1966-67, 1968-69, 1974-75, 1977-78, 2016-17                                                                                           |
| Futbol Club Barcelona           | 2      | 4         | 6      | 1930-31, 2006-07 | 1923-24, 1924-25, 1946-47, 1951-52 |
| Universitari Hoquei Club        | 2      | 0         | 2      | 1926-27, 1927-28 | — |
| Educación y Descanso Terrassa   | 1      | 2         | 3      | 1950-51 | 1947-48, 1949-50 |
| Reial Societat Sportiva Pompeia | 0      | 5         | 5      | — | 1918-19, 1919-20, 1920-21, 1921-22, 1922-23 |
| Júnior Futbol Club              | 0      | 1         | 1      | — | 2019-20 |
| Gimnàstic de Tarragona          | 0      | 1         | 1      | — | 1925-26 |